# Ousman Krubally
Ousman Krubally (Atlanta (Georgia), 13 de marzo de 1988) es un jugador de baloncesto estadounidense con ascendencia gambiana que pertenece a la plantilla del Boulazac Basket Dordogne de la LNB Pro B, la segunda división francesa. Con 2,02 metros de estatura, juega en la posición de ala-pívot y pívot.

## Trayectoria deportiva
Es un base formado en Georgia State Panthers, que tras no ser elegido en el Draft de la NBA de 2010, dio el salto al baloncesto británico, en concreto a las filas del London Leopards.
En 2012 firmó contrato con el Den Helder Kings holandés y la temporada siguiente jugaría en Eslovenia en las filas del Grosuplje. A posteriori, el ala-pívot sería nombrado mejor jugador de la liga eslovena.
En 2014, firmaría con el Legnano Basket de la liga Due, con el sería también el MVP al término de la liga regular.
Al año siguiente, se marcharía a Grecia para jugar en el Lavrio, pero antes de acabar la temporada volvería a Italia, tras recibir una llamada del Reyer Venezia.
En agosto de 2016 firmó contrato con el BC Astana de Kazajistán con el que ganaría la liga y copa de Kazajistán.
El 21 de agosto de 2021, firma por el Larisa B.C. de la A1 Ethniki.
El 26 de septiembre de 2023, firma con el Bnei Herzliya de la Ligat Winner por dos meses.
El 3 de noviembre de 2023, firma por el Niners Chemnitz de la Basketball Bundesliga.
El 17 de julio de 2024 fichó por el Boulazac Basket Dordogne de la LNB Pro B, la segunda división francesa.